# خوان باريديس
خوان باريديس (بالإسبانية: Juan Paredes Miranda)‏ (مواليد 29 يناير 1953) هو ملاكم مكسيكي، مثّل بلاده في الألعاب الأولمبية الصيفية 1976 وحقق الميدالية البرونزية في فئة وزن الريشة.

## روابط خارجية
خوان باريديس على موقع بوكس ريك (الإنجليزية) (registration required)
- خوان باريديس على موقع اللجنة الأولمبية الدولية (الإنجليزية)
- خوان باريديس على موقع أوليمبيديا (الإنجليزية)